# Shinobu Ishihara
Shinobu Ishihara (石原 忍 Ishihara Shinobu, 25 de septiembre de 1879 – 3 de enero de 1963) fue un doctor y oftalmólogo japonés. Conocido mundialmente por su prueba de ceguera a los colores mediante unas cartas que creó en 1917 y que llevan su nombre: las cartas de Ishihara (las primeras cartas que elaboró las pintó a mano en acuarela y con caracteres hiragana). Su examen sigue siendo uno de los más elegidos en el mundo para detectar este problema. Menos conocido es el hecho de que desarrolló una carta de agudeza visual japonesa y un aparato para determinar el punto cercano; ambos se siguen usando en Japón. Hizo además contribuciones significativas al estudio del tracoma y la miopía.
En 1908, el doctor Ishihara entró al curso de postgrado en oftalmología en la Universidad Imperial de Tokio, donde estudió con el profesor Jujiro Komoto. Posteriormente, estudió en Alemania bajo la tutela de los profesores Stock, Axenfeld y Hess. Ishihara fue elegido profesor y director para suceder al prifesor Komoto en el Departamento de Oftalmología de la Universidad Imperial de Tokio en 1922, donde impartió sus servicios hasta marzo de 1940.[cita requerida]
Ishihara llevó siempre una vida modesta, sin ningún interés en las posesiones materiales. Fue reverenciado por sus estudiantes quienes, después de su retiro, construyeron una casa de campo para él cerca de la cálida península de Izu. Ahí sirvió como médico de pueblo, dirigiendo clínicas para sus vecinos sin pedir paga alguna. Como era la costumbre en esos días, los pacientes dejaban gestos simbólicos tradicionales de su gratitud y pequeñas sumas de dinero. Después de cubrir sus gastos, el doctor Ishihara regresó todo el dinero restante a los aldeanos. Estos fondos se usaron para construir una biblioteca y un cuarto de estudio para los niños de la aldea, un tributo adecuado para el benefactor altamente respetado, quien fue a vivir en su medio hasta los días de su muerte en 1963.